# 水車のある山の風景
『水車のある山の風景』（すいしゃのあるやまのふうけい、英: Mountain Landscape with a Watermill）、または『山の風景』
（やまのふうけい、露: Горный пейзаж、英: Mountainous Landscape）は、オランダ絵画黄金時代の画家ヤーコプ・ファン・ロイスダールが1675-1679年ごろ、キャンバス上に油彩で描いた絵画である。1769年にドレスデンのハインリッヒ・フォン・ブリュールのコレクションから購入されて以来、サンクトペテルブルクのエルミタージュ美術館に所蔵されている。

## 作品
この絵画は、1911年に研究者ホフステーデ・デ・フロートにより以下のように記述されている。
155番。ノルウェーの風景中の水車小屋。美術史家ジョン・スミスの著作で307番。暗い岩がちの風景が川で区切られ、川には木材のいかだと小型の帆舟がある。右側の対岸には、田舎家、積まれた木材、水車小屋がある。中央の岩山には城がある。左側遠景には背の高い松の丘があり、その上の部分は雲に隠れている。ロイスダールの最重要作品の1つ。おそらく夕方の情景であるが、年月によって非常に (画面が) 暗くなっている。(エルミタージュ美術館の) 1838年の目録では、サロモン・ファン・ロイスダールに帰属。キャンバス。縦40インチ、横43インチ。ブリュール・コレクションにP・E・モワットのエングレービングあり。ブリュール伯爵のコレクション (由来)。エルミタージュ美術館蔵、1901年の目録番号1147。1835年に美術館にあった (ジョン・スミスは300ポンドと見積もった)。
絵画の場面は、ロイスダールがこの時期に制作したほかの絵画に非常に類似している。これらの絵画は、後の風景画家たちをしばしば啓発した。

## ギャラリー

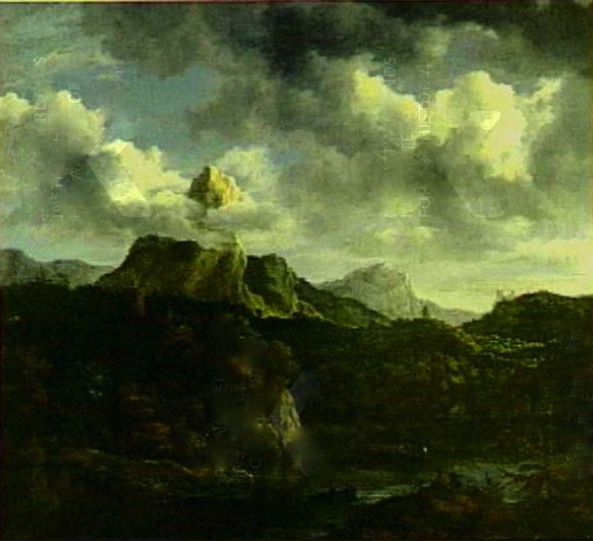
マックス・ミヒャエリス（英語版）・コレクションの作品
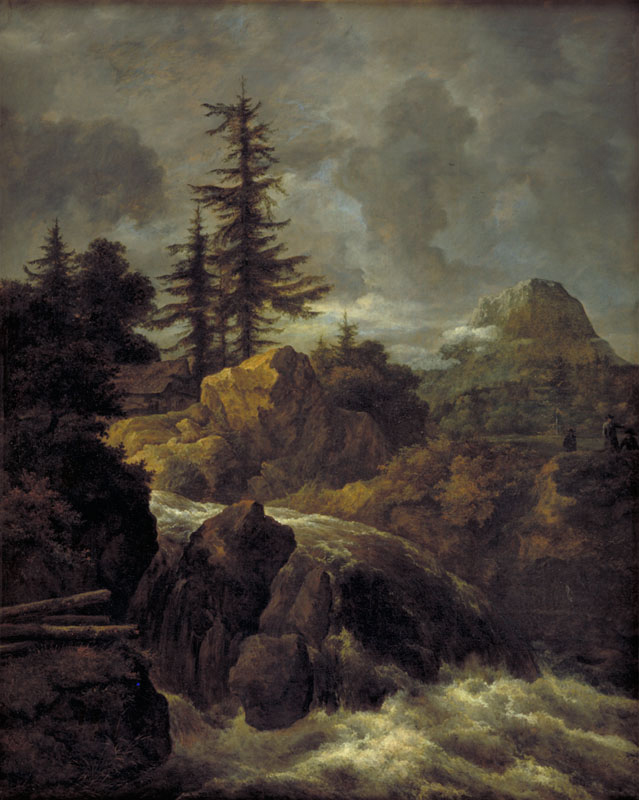
コペンハーゲン国立美術館の作品
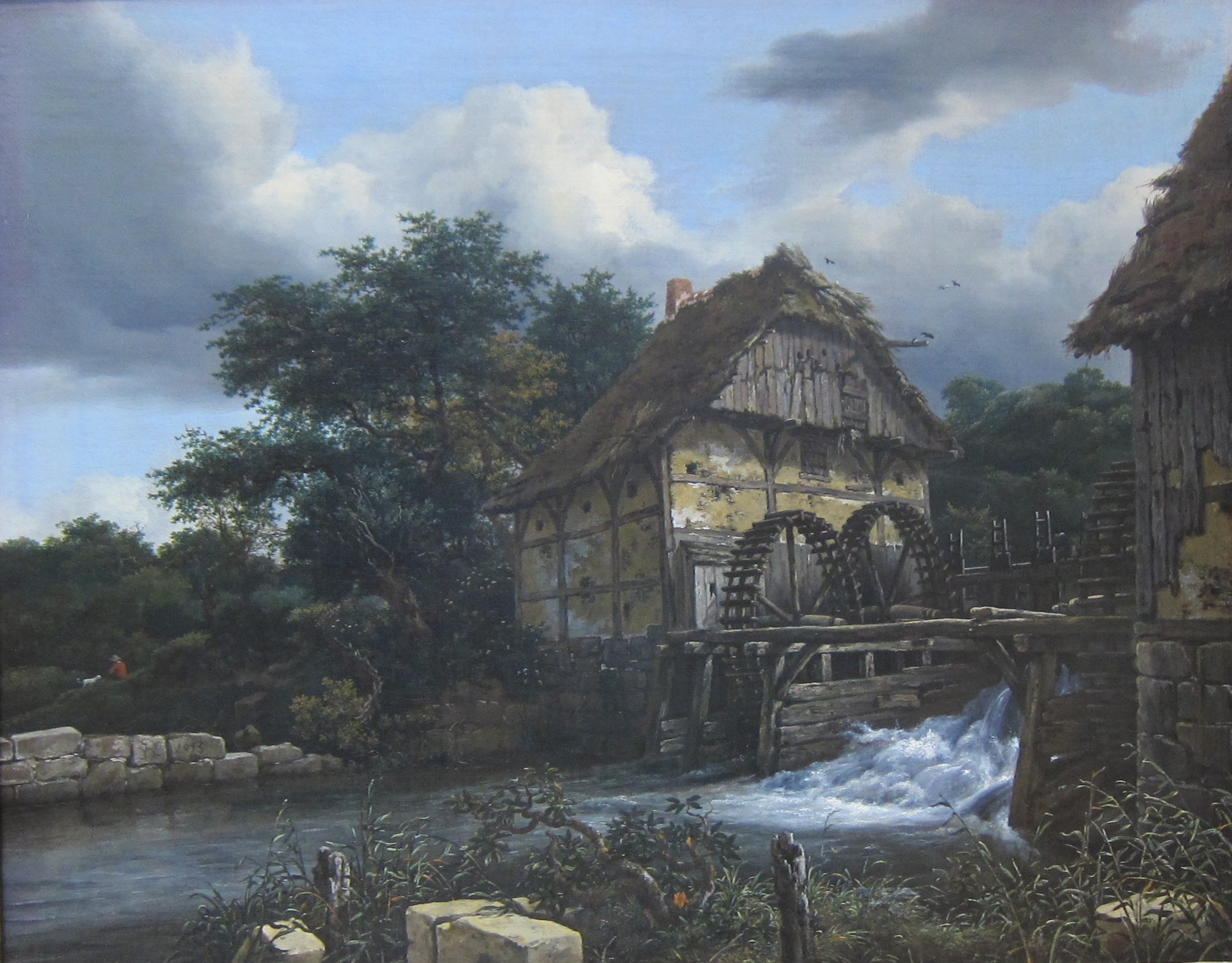
J・ポール・ゲティ美術館の『開いた水門のある二つの水車小屋』